# 이달존
이달존(李達尊, 1313년 ~ 1340년 7월 24일(음력 6월 29일))은 고려시대 후기의 문신, 외교관이다. 본관은 경주이고 자는 천각(天覺), 호는 운와(雲窩)이다. 익재 이제현의 둘째 아들이자 혜비 이씨의 이복 오빠였다. 이달충의 6촌 아우이다.
음서(陰敍)로 관직에 올라 별장(別將)을 지내다가 과거에 급제하여 여러 벼슬을 거쳐 전리사총랑(典理司摠郎), 보문각직제학 지제교(寶文閣直提學 知製敎)에 이르렀으나 원나라에 갔다가 귀국하던 도중 갑자기 사망한다. 아버지의 스승이자 초기 성리학자인 백이정의 사위였다.

## 생애

### 생애 초반
이달존은 1313년 계림부원군 이제현과 길창국부인 안동권씨의 3남 4녀 중 둘째 아들로 태어났다. 이제현의 5남 9녀 중에서도 차남이다. 자는 천각(天覺)이고 호는 운와(雲窩)이다. 검교첨의정승 임해군(臨海君) 이진(李瑱)의 손자이고, 대학자이자 아버지 이제현의 성리학 스승인 영가군(永嘉君) 권부(權溥)의 외손자이다. 내외의 집안이 모두 혁혁한 문벌이다. 아버지 이제현의 문하생인 이곡(李穀)과 친구였다. 이곡은 성리학자인 이색의 아버지이기도 했다.
그의 가계는 신라 개국공신 알평의 후손이며, 고려 건국 후 삼한공신에 녹훈된 이금서의 후손이었다. 그 뒤 가계는 몰락했으나 할아버지 이진이 과거급제 후 재상을 지내면서 집안을 다시 일으켜 세웠고, 아버지 이제현은 백이정과 권부의 문하에서 성리학을 수학한 저명한 학자이자 작가였다.
형은 이서종이고 바로 아래 친동생은 요절하였으며, 친여동생으로는 임덕수(任德壽 또는 任德秀)에게 출가한 누이와 이계손에게 출가한 누이, 그리고 김희조와 결혼했는데 의화택주의 작위를 받은 의화택주 이씨(義和宅主 李氏)와 요절한 친누이 한명이 있었다. 계모 수춘국부인 박씨(壽春國夫人 朴氏)에게는 1명의 이복 남동생과 2명의 이복 여동생이 있는데 한명은 송무에게 출가했고, 다른 한명은 고려 공민왕의 후궁 혜비 이씨였다. 세 번째 계모인 서원군부인서씨(瑞原郡夫人 徐氏), 서중린(徐仲麟)의 딸 김남우(金南雨)와 이유방(李有芳)에게 시집간 이복 여동생 두 명이 있었고, 아버지 이제현의 첩에게는 두 명의 서누이가 있었는데 한명은 임부양(林富陽)에게 시집갔고 다른 한명의 서누이는 미상이다.
일찍부터 글을 잘하였는데, 달존의 절친한 친구였던 이곡에 의하면 그의 성격을 이르기를 '사치한 습관이 없었고 효도하고 우애하며, 공순하고 검소하였다.'한다. 아버지 이제현의 또다른 성리학 스승이자 당대의 대학자인 상당군(上黨君) 백이정(白頤正)의 딸 백씨(白氏)에게 장가들어 5남매를 두었다.

### 관료 생활
1323년(충숙왕 10년) 11세에 문음(門蔭)으로 출사하여 별장에 임명되었다. 1330년(충혜왕 즉위년) 18세에 과거 시험에 을과(乙科)에 급제하여, 사보(思補)를 거쳐 사간원헌납(獻納)으로 승진하였다. 그 뒤 헌납으로 감찰장령(監察掌令) 전의부령(典儀副令)으로 옮겼다. 유교에 소양이 있어서 사보(思補)에서 사간원헌납으로 승진하면서 보문각의 관직(館職)을 겸직하였는데, 그 뒤 여러번 보직이 변경될 때마다 모두 보문각의 관직(館職)을 겸직하였다.
1333년 어머니 길창군부인 안동권씨를 여의었는데, 이곡에 의하면 '슬픔으로 거의 실성한 듯하니, 종족들이 그 효성스러움을 칭찬하였다.'고 하였다.
1339년(충숙왕 복위8) 겨울 아버지 이제현이 고려를 직할로 편입해야 된다는 원나라 측의 주장을 반박하러 충숙왕을 따라 원나라에 갔는데, 이곡에 의하면 그때 고려사회는 '혼란스럽고 인심이 위태하여 믿을 수가 없었다' 한다. 그러나 그는 말하기를, “나는 임금과 아버지가 계신 것만 알 뿐이다” 하고 필마로 수행하였다. 1340년 일이 평정되고 충혜왕이 복위하자 원나라에 체류 중 전리사총랑(典理司摠郞)으로 옮겼다.

### 병사
1340년 6월에 고려로 돌아오다가 병을 얻어 몸져 누웠는데, 병환이 위중하여 거동이 힘들었으므로 왕의 배려로 의원의 진료를 받으며 수레로 압록강을 건너 고려로 귀국하였다. 그러나 의원의 진료에도 상경하던 도중 6월 29일 객사하였다.
시신은 임시로 평안북도 박천군 장림역(長林驛)에 빈소를 차렸다가, 8월 마차로 영구를 운구하여 10월 개경에서 장례식을 거행하고 그 달에 모 언덕에 장사지냈는데 묘비명의 탁본 상태가 불량하여 장지는 실전되었다. 당시 그의 나이는 향년 28세이다.
자녀는 5남매였는데 맏아들 덕림(德林)은 당시 11세이고, 차남 수림(壽林)은 9세이며, 딸들은 모두 어렸다.

## 사후
아버지 이제현은 원나라까지 자신을 수행하던 그에게 특별히 각별하였다. 1340년(충혜왕 복위1) 10월 1일 왕부단사관 첨의평리(王府斷事官 僉議評理)이던 이제현은 당시 정동행성원외랑(征東行省員外郞) 이곡(李穀)에게 "자네가 일찍부터 우리 아들 달존(達尊)과 함께 놀아서, 그 사람됨을 아니 마땅히 묘표(墓表)를 지어야 할 것 같다" 고 부탁하였다. 이제현은 또 "사람들이 누가 자식을 사랑하지 않겠는가마는 나의 사랑은 더욱 컸기 때문에 아들의 죽음을 맞이하니 슬픔도 지나치다" 하였다.

## 가족 관계
- 증조할아버지: 이핵(李翮)
- 증조할머니: 김해 김씨(金海金氏)
  - 할아버지: 이진(李瑱)
  - 할머니: 진한국대부인박씨(辰韓國大夫人 朴氏), 박인육(朴仁育)의 딸
    - 아버지:이제현
    - 어머니: 길창국부인 권씨(吉昌國夫人 權氏, 1288년 ~ 1332년), 권부(權溥)의 딸 - 3남 4녀[8]
      - 형: 이서종(李瑞種)
        - 조카: 요절[9]

      - 부인: 남포 백씨, 백이정의 딸
        - 아들: 이덕림(李德林)
          - 손자: 이신(李伸) 안찰사

        - 아들: 이수림(李壽林)
        - 아들: 이학림(李學林) 소부윤
          - 손자: 이담 (李擔) 직예문관,우부대언

        - 딸: 2명 (맏딸-개성윤·동지추밀원사 행주 기씨 기인걸(奇仁傑)과 혼인)

      - 누이: 이씨
      - 매부: 임덕수(任德壽 또는 任德秀)
      - 누이: 이씨
      - 매부: 이계손(李係孫)
      - 누이: 의화택주 이씨(義和宅主 李氏)
      - 매부: 김희조(金希祖)
      - 누이: 이씨, 생몰기록 미상[9]

    - 계모: 수춘국부인 박씨(壽春國夫人 朴氏), 박거실(朴居實)의 딸 - 1남 3녀
      - 동생: 이창로(李彰路)
        - 조카: 이보림(李寶林)

      - 누이: 혜비 이씨(惠妃李氏, 공민왕의 후궁, 비구니(比丘尼)가 되었다.)
      - 누이: 이씨
      - 매부: 박동생(朴東生)
      - 누이: 이씨
      - 매부: 송무(宋懋)

    - 계모: 서원군부인 서씨(瑞原郡夫人 徐氏), 서중린(徐仲麟)의 딸
      - 누이: 이씨
      - 매부: 김남우(金南雨)
      - 누이: 이씨
      - 매부: 이유방(李有芳)

    - 서모: 이름 미상
      - 서매: 이씨
      - 서매부: 임부양(林富陽)
      - 서매: 이씨

## 평가
음서로 관직에 올랐으나 면학하여 과거에 급제하였다. 특히 문장이 뛰어났다는 시각도 있다. 사후 그의 친구인 이곡은 그를 평하기를 학문에 능하고 일처리를 잘하여 사람들이 그가 가업을 이룰 수 있다고 알았다. 그런데 하늘이 만약 이 사람을 특별히 내어, 이 세상에서 할 바가 있었다면 어찌 수명을 빌려주지 않아 여기에 이르게 하였다며 애석해 하였다.

## 같이 보기
| - 이제현 - 백이정 - 권부 - 이곡 - 만권당 - 고려 충선왕 - 주자 - 이주좌 | - 성리학 - 이핵 - 이진 - 이임간 - 이순우 - 이금서 |

## 참고 문헌
- 고려사
- 고려사절요
- 동사강목
- 동문선
- 조선금석총람